# Светско првенство у атлетици на отвореном 2015 — 5.000 метара за жене
Трка на 5.000 метара у женској конкуренцији на Светском првенству у атлетици 2015. у Пекингу  одржана је 27. и 30. августа на Националном стадиону.
Титулу светске првакиње из Москве 2013. није бранила Месерет Дефар из Етиопије.

## Земље учеснице
Учествовало је 27 атлетичарки из 15 земаља.
| 1. Аустралија (2) 2. Аустрија (1) 3. Бахреин (1) 4. Етиопија (3) 5. Зимбабве (1) | 1. Јапан (3) 2. Канада (1) 3. Кенија (4) 4. Нови Зеланд (1) 5. Норвешка (1) | 1. Русија (2) 2. САД (3) 3. Уједињени Арапски Емирати (1) 4. Уједињено Краљевство (1) 5. Холандија (2) |

## Освајачи медаља
|                      |                         |                         |
| Алмаз Ајана Етиопија | Сенбере Тефери Етиопија | Гензебе Дибабе Етиопија |

## Рекорди пре почетка Светског првенства 2015.
Списак рекорда у овој дисциплини пре почетка светског првенства 2015. године (22. август 2015).
| Рекорди пре почетка Светског првенства 2015.     | Рекорди пре почетка Светског првенства 2015. | Рекорди пре почетка Светског првенства 2015. | Рекорди пре почетка Светског првенства 2015. | Рекорди пре почетка Светског првенства 2015. | Рекорди пре почетка Светског првенства 2015. |
| ------------------------------------------------ | -------------------------------------------- | -------------------------------------------- | -------------------------------------------- | -------------------------------------------- | -------------------------------------------- |
| Олимпијски рекорд                                | Габријела Сабо                               | Румунија                                     | 14:40,79                                     | Сиднеј, Аустралија                           | 25. септембар 2000.                          |
| Светски рекорд                                   | Тирунеш Дибаба                               | Етиопија                                     | 14:11,15                                     | Осло, Норвешка                               | 6. јун 2008.                                 |
| Рекорд светских првенстава                       | Тирунеш Дибаба                               | Етиопија                                     | 14:38,59                                     | Хелсинки, Финска                             | 13. август 2005.                             |
| Најбољи светски резултат сезоне                  | Алмаз Ајана                                  | Етиопија                                     | 14:14,32                                     | Шангај, Кина                                 | 17. мај 2015.                                |
| Европски рекорд                                  | Лилија Шобухова                              | Русија                                       | 14:23,75                                     | Казањ, Русија                                | 19. јул 2008.                                |
| Северноамерички рекорд                           | Моли Хадл                                    | САД                                          | 14:42,64                                     | Монако, Монако                               | 18. јул 2014.                                |
| Јужноамерички рекорд                             | Simone da Silva                              | Бразил                                       | 15:18,85                                     | Сао Паоло, Бразил                            | 20. мај 2011.                                |
| Афрички рекорд                                   | Тирунеш Дибаба                               | Етиопија                                     | 14:11,15                                     | Осло, Норвешка                               | 6. јун 2008.                                 |
| Азијски рекорд                                   | Ђијанг Бо                                    | Кина                                         | 14:28,09                                     | Шангај, Кина                                 | 23. октобар 1997.                            |
| Океанијски рекорд                                | Кимберли Смит                                | Нови Зеланд                                  | 14:45,93                                     | Рим, Италија                                 | 11. јул 2008.                                |
| Рекорди после завршеног Светског првенства 2015. |                                              |                                              |                                              |                                              |                                              |
| Рекорд светских првенстава                       | Алмаз Ајана                                  | Етиопија                                     | 14:26,83                                     | Пекинг, Кина                                 | 30. август 2015.                             |

### Најбољи резултати у 2015. години
Десет најбржих светских атлетичарки 2015. године је пре почетка светског првенства (22. августа 2015) заузимало следећи пласман.
| 1.  | Алмаз Ајана, Етиопија            | 14:14,32 | 17. мај |
| 2.  | Гензебе Дибабе, Етиопија         | 14:15,41 | 4. јул  |
| 3.  | Фејт Чепнгетич Кипјегон, Кенија  | 14:31,95 | 30. мај |
| 4.  | Мерси Чероно, Кенија             | 14:34,10 | 4. јул  |
| 5.  | Виола Џелагат Кибивот, Кенија    | 14:34,22 | 4. јул  |
| 6.  | Сенбере Тефери, Етиопија         | 14:36,44 | 4. јул  |
| 7.  | Гелете Бурка, Етиопија           | 14:40,50 | 4. јул  |
| 8.  | Алемиту Хероие, Етиопија         | 14:43,28 | 17. мај |
| 9.  | Вивијан Јепкемои Черијот, Кенија | 14:46,69 | 30. мај |
| 10. | Сали Јепкосгеи Кипјего, Кенија   | 14:47,75 | 30. мај |

Такмичарке чија су имена подебљана учествовале су на СП 2015.

## Квалификациона норма
| Норма    |
| -------- |
| 15:20,00 |

## Сатница
| Датум           | Време | Коло          |
| --------------- | ----- | ------------- |
| 27. август 2015 | 9:40  | Квалификације |
| 30. август 2015 | 19:15 | Финале        |

Сва времена су по локалном времену (UTC+8)

## Резултати

### Квалификације
Такмичарке су биле подељене у 2 групе. У финале су се пласирале пет првопласиране из сваке групе (КВ) и пет на основу резултата (кв).
,,

| Место | Група | Атлетичарка               | Земља                     | ЛР       | ЛРС      | Резултат | Белешка |
| ----- | ----- | ------------------------- | ------------------------- | -------- | -------- | -------- | ------- |
| 1.    | 2     | Алмаз Ајана               | Етиопија                  | 14:14,32 | 14:14,32 | 15:09,40 | КВ      |
| 2.    | 2     | Сенбере Тефери            | Етиопија                  | 14:36,44 | 14:36,44 | 15:14,57 | КВ      |
| 3.    | 2     | Виола Џелагат Кибивот     | Кенија                    | 14:33,48 | 14:34,22 | 15:15,27 | КВ      |
| 4.    | 1     | Гензебе Дибабе            | Етиопија                  | 14:15,41 | 14:15,41 | 15:20,82 | КВ      |
| 5.    | 1     | Мерси Чероно              | Кенија                    | 14:34,10 | 14:34,10 | 15:20,94 | КВ      |
| 5.    | 1     | Мими Белете               | Бахреин                   | 14:54,71 | 14:54,71 | 15:20,94 | КВ      |
| 7.    | 1     | Ирена Чепет Чептаи        | Кенија                    | 14:50,99 | 14:53,32 | 15:21,03 | КВ      |
| 8.    | 1     | Сузан Којкен              | Холандија                 | 15:04,36 | 15:07,38 | 15:25,67 | КВ      |
| 9.    | 2     | Џенет Киса                | Кенија                    | 14:52,59 | 15:10,66 | 15:26,49 | КВ      |
| 10.   | 2     | Елоиз Велингс             | Аустралија                | 14:54,11 | 15:51,50 | 15:26,67 | КВ, ЛРС |
| 11.   | 1     | Ајуко Сузуки              | Јапан                     | 15:14,96 | 15:24,14 | 15:28,18 | кв      |
| 12.   | 1     | Мисаки Ониши              | Јапан                     | 15:16,82 | 15:16,82 | 15:33,84 | кв      |
| 13.   | 1     | Стефани Твел              | Уједињено Краљевство      | 14:54,08 | 15:13,82 | 15:34,72 | кв      |
| 14.   | 1     | Никол Тали                | САД                       | 15:05,58 | 15:05,58 | 15:41,03 | кв      |
| 15.   | 2     | Џенифер Вент              | Аустрија                  | 15:16,12 | 15:16,12 | 15:43,57 | кв      |
| 16.   | 1     | Медлин Хајнер             | Аустралија                | 15:11,17 | 15:11,17 | 15:47,97 |         |
| 17.   | 1     | Гулшат Фазлитдинова       | Русија                    | 15:18,88 | 15:18,88 | 15:48,44 |         |
| 18.   | 2     | Бетлхем Десалегн          | Уједињени Арапски Емирати | 15:12,84 | 15:25,15 | 15:48,52 |         |
| 19.   | 1     | Никол Сифуентес           | Канада                    | 15:19,15 | 15:19,15 | 15:50,99 |         |
| 20.   | 2     | Каролина Бјеркели Гревдал | Норвешка                  | 15:15,18 | 15:15,18 | 16:02,20 |         |
| 21.   | 2     | Мариела Хол               | САД                       | 15:06,45 | 15:06,45 | 16:06,60 |         |
| 22.   | 2     | Азуса Суми                | Јапан                     | 15:17,62 | 15:17,62 | 16:13,65 |         |
| 23.   | 2     | Abbey D'Agostino          | САД                       | 15:03,85 | 15:03,85 | 16:16,47 |         |
| 24.   | 1     | Оливија Мугове Читате     | Зимбабве                  |          |          | 16:34,70 | ЛР      |
|       | 2     | Јелена Коропкина          | Русија                    | 15:14,67 | 15:18,80 | НЗ       |         |
|       | 2     | Морин Костер              | Холандија                 | 15:07,73 | 15:07,73 | НЗ       |         |
|       | 1     | Ники Хамблин              | Нови Зеланд               | 15:18,02 | 15:18,02 | НС       |         |

### Финале
,
| Пласман | Атлетичарка           | Земља                | Резултат | Белешке |
| ------- | --------------------- | -------------------- | -------- | ------- |
|         | Алмаз Ајана           | Етиопија             | 14:26,83 | РП      |
|         | Сенбере Тефери        | Етиопија             | 14:44,07 |         |
|         | Гензебе Дибабе        | Етиопија             | 14:44,14 |         |
| 4.      | Виола Џелагат Кибивот | Кенија               | 14:46,16 |         |
| 5.      | Мерси Чероно          | Кенија               | 15:01,36 |         |
| 6.      | Џенет Киса            | Кенија               | 15:02,68 | ЛРС     |
| 7.      | Ирена Чепет Чептаи    | Кенија               | 15:03,41 |         |
| 8.      | Сузан Којкен          | Холандија            | 15:08,00 |         |
| 9.      | Ајуко Сузуки          | Јапан                | 15:08,29 | ЛР      |
| 10.     | Елоиз Велингс         | Аустралија           | 15:09,62 | ЛРС     |
| 11.     | Мими Белете           | Бахреин              | 15:17,01 |         |
| 12.     | Стефани Твел          | Уједињено Краљевство | 15:26,24 |         |
| 13.     | Никол Тали            | САД                  | 15:27,42 |         |
| 14.     | Мисаки Ониши          | Јапан                | 15:29,63 |         |
| 15.     | Џенифер Вент          | Аустрија             | 15:35,46 |         |

### Пролазна времена у финалној трци
| Дистанца | Време    | Атлетичарка  | Земља    |
| -------- | -------- | ------------ | -------- |
| 1.000 м  | 3:01,65  | Мисаки Ониши | Јапан    |
| 2.000 м  | 6:06,27  | Ајуко Сузуки | Јапан    |
| 3.000 м  | 8:55,63  | Алмаз Ајана  | Етиопија |
| 4.000 м  | 11:39,25 | Алмаз Ајана  | Етиопија |